# Ovazione
L'ovazione (in latino ovatio) o piccolo trionfo (in greco πεζὸς θρίαμβος) era una cerimonia in cui nell'antica Roma venivano resi gli onori ad un generale vittorioso. Anche se aveva minor rilievo del trionfo, la cerimonia non era di fatto meno solenne.
Il termine, riferito ad eventi contemporanei o comunque non avvenuti nell'antichità, indica un'espressione pubblica di consenso, entusiasmo e di ammirazione, in cui un insieme di persone applaude in modo prolungato ed esulta gridando di gioia.

## Etimologia
L'origine della parola è stata controversa fin dall'antichità. La maggior parte degli autori vi vede la radice latina ovis, pecora, animale sacrificale alla fine della cerimonia. Dionigi la fa derivare dalla parola greca εὐοῖ (euoî, in italiano evoè), grido di gioia delle baccanti, Festo dalla parola ovantes, a sua volta derivata dal grido gioioso "O! O!", pronunziato dai soldati esultanti di ritorno da una vittoria.

## Storia
L'ovazione, decretata dal Senato romano, veniva concessa quando la guerra era di minore importanza o non era stata dichiarata contro uno stato, quando il nemico non era degno della Repubblica – come i pirati o i liberti – o quando il conflitto si era concluso con poco o nessun spargimento di sangue o non c'era stato pericolo per l'esercito stesso. Poteva essere accordata anche ad un generale che aveva condotto una campagna vittoriosa nel corso di una guerra non ancora conclusa.
Questa cerimonia venne istituita nell'anno 503 a.C. con il console Publio Postumio Tuberto per la sua vittoria riportata contro i Sabini  ed è proseguita durante tutta la Repubblica. Si venne rarefacendo con i primi imperatori fino a cadere in disuso.
Marco Claudio Marcello, alla fine dell'estate del 211 a.C., fu accolto dal pretore Gaio Calpurnio Pisone e dal senato, radunato nel tempio di Bellona a Roma. Qui, dopo aver fatto un rapporto sull'intera campagna militare che aveva portato alla resa di Siracusa ed avere in modo garbato protestato per il fatto di non aver avuto il permesso di condurre in patria l'esercito, chiese che gli fosse concesso il trionfo, ma non l'ottenne. Attorno a tale decisione ci fu un'ampia discussione tra coloro che erano favorevoli e quelli che invece erano contrari, in quanto sostenevano che Marcello non avesse ancora concluso la guerra. Parve opportuno decidere per un provvedimento intermedio. A Marcello, avendo portato nella capitale anche una grande quantità di tesori d'arte, venne concessa un'ovazione. Si trattava del primo caso di una pratica diventata comune in seguito. 
(Livio, XXVI, 21.5-6.)
Marcello entrò così vittorioso a Roma col suo carico di ori e beni preziosi strappati alla città greca.
(Livio, XXV, 40.1-3.)
(Livio, XXVI, 21.7-9.)
Forse l'ovazione più famosa della storia è quella che Marco Licinio Crasso festeggiò dopo la sua vittoria nella terza guerra servile. L'ultima ovazione nota è una cerimonia in onore di Aulo Plauzio, vincitore dei Britanni sotto l'imperatore Claudio.

## Svolgimento
Il generale al quale era dedicata l'ovazione non entrava in città su una biga trainata da due cavalli bianchi, come si soleva durante le celebrazioni del trionfo, ma camminava invece indossando la toga praetexta di un magistrato(una toga con una striscia color porpora, a differenza dei generali trionfanti, che indossavano la toga picta, che era completamente porpora e ornata con ricami d'oro).
Il generale trionfante portava inoltre sulla sua fronte la corona ovalis, una corona di mirto (pianta sacra a Venere), in luogo della corona triumphalis di alloro. Il Senato romano non precedeva il generale, né di solito i soldati partecipavano alla parata.

## Personalità romane che hanno ricevuto l'ovazione
Questa lista è suscettibile di variazioni e potrebbe essere incompleta o non aggiornata.

- Publio Postumio Tuberto nel 503 a.C. per il suo successo sui Sabini;
- Gaio Aquillio Tusco, console nel 487 a.C. per il suo successo sugli Ernici;
- Aulo Manlio Vulsone nel 474 a.C., per aver posto termine alla guerra contro i Veienti[13];
- Tito Veturio Gemino Cicurino nel 462 a.C. per il suo successo sugli Equi;
- Il console Numerio Fabio Vibulano nel 421 a.C. per il suo successo sugli Equi;
- Marco Manlio Capitolino nel 392 a.C. per la sua vittoria sugli Ernici[14];
- Il dittatore Appio Claudio Crasso nel 362 a.C. per la sua vittoria sugli Ernici[15];
- Marco Fabio Ambusto nel 360 a.C. per il suo successo sugli Ernici;
- Manio Curio Dentato, nel 270 a.C., per la sua vittoria contro i Lucani;
- Marcello, nel 210 a.C., per la sua vittoria su Annibale e la presa di Siracusa (il Senato, ingannato dalle calunnie, rifiutò di concedergli il trionfo);
- Gaio Claudio Nerone nel 207 a.C. per il suo successo contro Asdrubale Barca, in compagnia di Marco Livio Salinatore che ricevette gli onori del trionfo;
- Lucio Cornelio Lentulo nel 200 a.C. al suo rientro dalla Spagna dov'era stato proconsole;
- Marco Fulvio Nobiliore nel 191 a.C. per il suo successo contro gli Oretani;
- Lucio Manlio Acidino Fulviano nel 188 a.C. per il suo successo sui Celtiberi in Spagna;
- Marco Perperna nel 135 a.C., per il suo successo sugli schiavi in Sicilia;
- Marco Licinio Crasso, dopo la terza guerra servile; entrando in città rigettò sdegnosamente la corona di mirto, ottenendo un decreto senatoriale per indossare la corona di alloro[16];
- Cicerone, nel 50 a.C., di ritorno dal suo governatorato in Cilicia;
- Publio Vatinio nel 46 a.C., per il suo successo in Illiria su Marco Ottavio, un sostenitore di Pompeo;
- Augusto due volte[17], nel 40 a.C. dopo la battaglia di Filippi e nel 36 a.C. dopo la guerra in Sicilia;
- Nerone Claudio Druso Germanico, genero di Augusto, per le sue campagne in Germania;
- Tiberio che, sotto il regno di Augusto, ricevette un'ovazione eccezionale che gli permise di entrare a Roma in un carro, un onore che non era stato mai concesso a nessuno[18];
- L'imperatore Caligola nel 40, dopo una campagna grottesca[19] tornò a Roma con i soli onori dell'ovazione, poco prima della sua morte;
- Aulo Plauzio nel 47 ricevette l'ultima ovazione conosciuta dopo la sua campagna contro i Britanni. L'imperatore Claudio lo accompagnò sul Campidoglio tenendolo per mano.